# Дулгалах
Дулгала́х (якут. Дулҕалаах) — река в Якутии, левая составляющая Яны.
Длина — 507 км, площадь бассейна — 27 300 км². Берёт начало на северных склонах Верхоянского хребта. Протекает по территории Кобяйского и Верхоянского районов, в верховьях — через озеро Сюрюн-Кюёль. Выше Верхоянска сливается с рекой Сартанг, образуя реку Яну в 872 км от её устья.
Сплавная на протяжении 200 км. На реке расположены сёла Алысардах, Суордах, Томтор и Мачах.

## Гидрология
Среднегодовой расход воды в районе села Томтор Дулгалахского наслега (128 км от устья) составляет 100,97 м³/с, наибольший приходится на июль, наименьший — на период с февраля по апрель. Среднемесячные расходы воды (данные наблюдений с 1956 по 1999 год):
| Средний расход воды (м³/с) реки Дулгалах по месяцам с 1956 по 1999 гг. (замеры производились на гидрологическом посту в районе села Томтор Дулгалахского наслега) |

## Данные водного реестра
По данным государственного водного реестра России и геоинформационной системы водохозяйственного районирования территории РФ, подготовленной Федеральным агентством водных ресурсов:
- Бассейновый округ — Ленский
- Речной бассейн — Яна
- Речной подбассейн — Яна до впадения Адычи
- Водохозяйственный участок — Яна от истока до впадения Адычи

## Основные притоки
(расстояние от устья)
- 156 км — река Кыра (лв)
- 260 км — река Улага (лв)
- 302 км — река Эчий (лв)
- 382 км — река Отто-Сала (пр)